# Ajcharaporn Kongyot
Ajcharaporn Kongyot (taj.: อัจฉราพร คงยศ; ur. 18 czerwca 1995 w Nakhon Si Thammarat) – tajska siatkarka, reprezentantka kraju, grająca na pozycji przyjmującej.

## Sukcesy klubowe
Klubowe Mistrzostwa Azji:
- 2017, 2018, 2024[3]
- 2019
- 2012

Liga tajska:
- 2016

Puchar Cesarza:
- 2023[4]

Liga japońska:
- 2024[5]
- 2025[6]

## Sukcesy reprezentacyjne
Puchar Azji:
- 2012
- 2016, 2018

Igrzyska Azji Południowo-Wschodniej:
- 2013, 2015

Mistrzostwa Azji:
- 2013, 2023[7]
- 2017
- 2015

Mistrzostwa Azji U-23:
- 2015, 2017

Volley Masters Montreux:
- 2016

Igrzyska Azjatyckie:
- 2018
- 2022[8]

## Nagrody indywidualne
- 2016: Najlepsza przyjmująca turnieju Volley Masters Montreux
- 2016: Najlepsza przyjmująca Pucharu Azji
- 2018: Najlepsza przyjmująca Pucharu Azji
- 2018: MVP i najlepsza przyjmująca Klubowych Mistrzostw Azji
- 2019: Najlepsza atakująca Klubowych Mistrzostw Azji